# Wang Xiufen
Wang Xiufen (en chino: 王秀芬; 20 de febrero de 1974) es una deportista china que compitió en halterofilia. Ganó dos medallas en el Campeonato Mundial de Halterofilia, oro en 1998 y bronce en 1999.

## Palmarés internacional
| Campeonato Mundial | Campeonato Mundial | Campeonato Mundial | Campeonato Mundial |
| Año                | Lugar              | Medalla            | Categoría          |
| ------------------ | ------------------ | ------------------ | ------------------ |
| 1998               | Lahti (Finlandia)  | Medalla de oro     | 53 kg              |
| 1999               | Atenas (Grecia)    | Medalla de bronce  | 53 kg              |